# .fm
.fm és el domini de primer nivell territorial (ccTLD) actual dels Estats Federats de Micronèsia. A excepció de noms reservats com .com.fm, .net.fm, .org.fm i altres, qualsevol persona del món pot registrar un domini .fm. Gran part dels ingressos venen del govern i dels habitants de les illes. Actualment és gestionat per la FSM Telecommunications Corporation.
El domini .fm, a més, és molt popular entre les emissores de ràdio i webs de reproducció en temps real, car recorda a l'abreviatura de Freqüència Modulada.